# Долно Езерово
Долно Езерово е квартал на черноморския град Бургас.

## География
Кварталът се намира на 8 km от центъра на Бургас. Намира се на север от Бургаско езеро, което отделя квартала от Горно Езерово.

## Транспорт
Кварталът се обслужва от 1 линия на градския транспорт:
- Автобус № 7

## История
След Междусъюзническата война в 1913 година 90 български семейства от село Тарфа и 50 от Каваклия, Източна Тракия се установяват в местността Ваякьой. През август 1934 година Ваякьой е преименувано на Долно Езерово.
Населението на Долно Езерово към 2011 г. е около шест хиляди жители. Със Закона за административно-териториални промени в страната, обн., ДВ, бр. 69 от 22.08.1991 г. Долно Езерово става квартал на град Бургас с население от 5685 души. През есента на 2005 г. ПСФК Черноморец (Бургас) играе своите мачове на стадион „Червено знаме“ в Долно Езерово, а от 2009 до 2012 г. ФК Нефтохимик 1986 (Бургас). В близост до игрището е изградена автобусна спирка – спирка „Стадиона“. В околностите на населеното място се намира Бургаското езеро (влажна зона с международно значение, т. нар. Рамсарско място), част от Европейската екологична мрежа Натура 2000. Защитената зона е важно местообитание на множество водолюбиви видове птици с висока природоконсервационна значимост. Бургаското езеро е най-голямото българско езеро и заема площ от 27,6 km². В западната му част се намира защитена местност „Вая“ с най-обширните тръстикови масиви в България. Тук функционира Екопарк за биоразнообразие и алтернативен туризъм „Вая“, посветен на съхраняване на природните ресурси, промяна на отношението към защитените територии и осъзнаване на възможностите, ползите и отговорностите към опазването на биоразнообразието в Република България.
Тук има детска градина (ОДЗ „Коледарче“), училище до 7-ми клас (ОУ „Христо Ботев“), читалище и църква, построена през 2005 година. През 2010/11 година в квартала е изградена канализация и помпената станция. Тя е изградена с финансиране от 5,5 млн. лв. по Оперативната програма „Околна среда“.
Кварталът е свързан с железопътната мрежа на страната посредством жп гара Долно Езерово. В непосредствена близост до гарата има спирка на автобус № 7.
Известни личности, родени в Долно Езерово:
- Гергана Стоянова (28 февруари 1972 г.), театрална и филмова актриса и телевизионна водеща.